# Relief de bronz închinat lui Iacob și Ioachim Mureșan
Relief de bronz închinat lui Iacob și Ioachim Mureșan este un monument istoric aflat pe teritoriul satului Rebrișoara, comuna Rebrișoara.